# Netball Nations Cup 2008

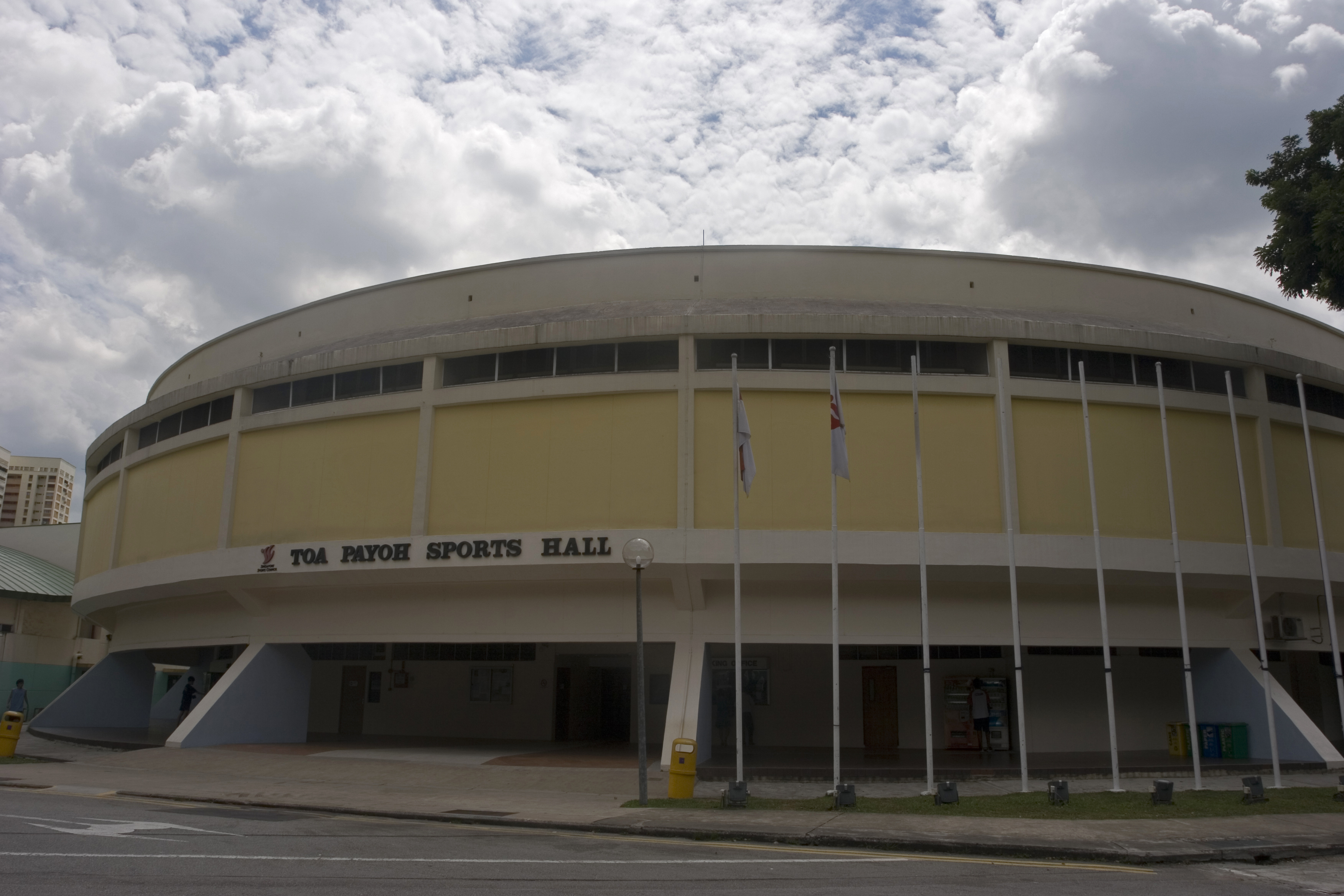
Die Toa Payoh Sports Hall diente zwischen 2006 und 2013 als Austragungsort für den Netball Nations Cup.

Der dritte Netball Nations Cup 2008 (offiziell: Fisher & Paykel Nations Cup) wurde vom 31. August bis zum 6. September 2008 in der Toa Payoh Sports Hall in Toa Payoh (Singapur) ausgetragen. Das Turnier mit fünf teilnehmenden Mannschaften gewann Papua-Neuguinea vor Botswana und Samoa.

## Hauptrunde
Die Hauptrunde des Netball Nations Cup fand als einfaches Rundenturnier (Jeder gegen Jeden) statt. Die Platzierungen 3 bis 5 wurden nach dem Divisionsverfahren berechnet (Samoa 0,952 – Sri Lanka 0,905 – Singapur 0,895).
| Pl. | Land            | Sp. | S | U | N | Tore      | Diff. | Punkte |
| --- | --------------- | --- | - | - | - | --------- | ----- | ------ |
| 1.  | Papua-Neuguinea | 4   | 4 | 0 | 0 | 0247:2100 | +37   | 8      |
| 2.  | Botswana        | 4   | 3 | 0 | 1 | 0220:1970 | +23   | 6      |
| 3.  | Samoa           | 4   | 1 | 0 | 3 | 0199:2090 | −10   | 2      |
| 4.  | Sri Lanka       | 4   | 1 | 0 | 3 | 0249:2750 | −26   | 2      |
| 5.  | Singapur        | 4   | 1 | 0 | 3 | 0204:2280 | −24   | 2      |

|                 | Papua-Neuguinea | Botswana | Samoa | Sri Lanka | Singapur |
| --------------- | --------------- | -------- | ----- | --------- | -------- |
| Papua-Neuguinea | —               | 57:49    | 69:64 | 54:49     | 67:48    |
| Botswana        |                 | —        | 49:34 | 68:61     | 54:45    |
| Samoa           |                 |          | —     | 75:58     | 41:48    |
| Sri Lanka       |                 |          |       | —         | 66:63    |
| Singapur        |                 |          |       |           | —        |

## Platzierungsrunde
|  | Finale          |    |
|  |                 |    |
|  | 6. September    |    |
|  | Papua-Neuguinea | 55 |
|  | Botswana        | 53 |

|  | Spiel um Platz 3 |    |
|  |                  |    |
|  | 6. September     |    |
|  | Samoa            | 71 |
|  | Sri Lanka        | 60 |

## Endergebnis
| Pl. | Land            | Sp. | S | U | N | Tore      | Diff. | Punkte |
| --- | --------------- | --- | - | - | - | --------- | ----- | ------ |
| 1.  | Papua-Neuguinea | 5   | 5 | 0 | 0 | 0302:2630 | +39   | 10     |
| 2.  | Botswana        | 5   | 3 | 0 | 2 | 0273:2520 | +21   | 6      |
| 3.  | Samoa           | 5   | 2 | 0 | 3 | 0270:2690 | +1    | 4      |
| 4.  | Sri Lanka       | 5   | 1 | 0 | 4 | 0309:3460 | −37   | 2      |
| 5.  | Singapur        | 4   | 1 | 0 | 3 | 0204:2280 | −24   | 2      |